# 2002년 동계 올림픽 아르메니아 선수단
2002년 동계 올림픽 아르메니아 선수단은 미국 솔트레이크시티에서 개최된 2002년 동계 올림픽에 참가한 올림픽 아르메니아 선수단이다.

## 알파인 스키
남자
| 선수                | 세부 종목 | 1차 시기 | 2차 시기 | 합계 | 순위 |
| 아르센 하루티우니안 | 회전      | DNF      | –        | DNF  | –    |

## 참고 자료
- (영어) “Armenia at the 2002 Salt Lake City Winter Games”. SR/Olympic Sports. 2012년 8월 29일에 원본 문서에서 보존된 문서. 2011년 10월 9일에 확인함.
- 공식 올림픽 보고서 보관됨 2012-02-04 - 웨이백 머신